# Коснарбосі
Коснарбо́сі (рос. Коснарбоси, чув. Куснарпуç) — присілок у складі Цівільського району Чувашії, Росія. Входить до складу Тувсинського сільського поселення.
Населення — 50 осіб (2010; 47 у 2002).
Національний склад:
- чуваші — 100 %